# Bucéphaloïde
Phalera bucephaloides · Pygère bucéphaloïde
Espèce
La Bucéphaloïde ou Pygère bucéphaloïde (Phalera bucephaloides) est une espèce de lépidoptères (papillons) de la famille des Notodontidae et de la sous-famille des Phalerinae.
- Répartition : Sud de l’Europe, Sud du Tyrol, Hongrie, Balkans et jusqu'en Asie Mineure.
- Envergure du mâle : 23 à 27 mm.
- Période de vol : de mai à août en une génération.
- Habitat : garrigues et forêts claires.
- Plantes hôtes : chênes et arbousier.